# 米倉よし子
米倉 よし子 （よねくら よしこ、現姓・田児 、1958年2月7日 - ）は、日本の元バドミントン選手。全日本総合選手権で女子シングルス、女子ダブルス、混合ダブルス合わせて10回の優勝を記録した。夫の田児淳一も元バドミントン選手であり、08年から全日本総合・男子シングルスで6連覇を果たした田児賢一は息子。3人ともNTT東日本に所属していた。

## 監督歴
2007年 6月25日、日本ユニシスは7月2日に女子バドミントン部の創設し、その初代監督に田児よし子が就任すると発表した。

## 主な成績

### 国内大会
全日本総合選手権での主な成績は以下の通り。
| 年   | 大会             | 種目 | 成績 | ペア     |
| ---- | ---------------- | ---- | ---- | -------- |
| 1979 | 全日本総合選手権 | WS   | 優勝 |          |
| 1979 | 全日本総合選手権 | ＷＤ | 優勝 | 徳田敦子 |
| 1980 | 全日本総合選手権 | ＷＤ | 優勝 | 徳田敦子 |
| 1981 | 全日本総合選手権 | ＷＤ | 優勝 | 徳田敦子 |
| 1982 | 全日本総合選手権 | ＷＤ | 優勝 | 徳田敦子 |
| 1983 | 全日本総合選手権 | ＷＤ | 優勝 | 徳田敦子 |
| 1984 | 全日本総合選手権 | ＷＤ | 優勝 | 徳田敦子 |
| 1986 | 全日本総合選手権 | ＷＤ | 優勝 | 徳田敦子 |
| 1987 | 全日本総合選手権 | ＷＤ | 優勝 | 徳田敦子 |
| 1997 | 全日本総合選手権 | XＤ  | 優勝 | 宮康二   |

### 国際大会
| 年   | 大会         | 種目 | 成績   | ペア |
| ---- | ------------ | ---- | ------ | ---- |
| 1978 | 全英オープン | WD   | 準優勝 |      |
| 1980 | 全英OP       | WD   | 準優勝 |      |